# أولاد مسعود الزراولة (سيدي إسماعيل)
أولاد مسعود الزراولة هي إحدى مشيخات المملكة المغربية، تتبع جغرافيا لإقليم الجديدة وإداريًا لسيدي إسماعيل. يقدر عدد سكانها بـ 6708 نسمة حسب الإحصاء الرسمي للسكان والسكنى لسنة 2004.